# Céraiste diffus
Cerastium diffusum
Espèce
Classification phylogénétique
Le céraiste diffus ou céraiste à quatre étamines (Cerastium diffusum) est une plante herbacée de la famille des Caryophyllacées.
Synonyme
- Cerastium tetrandrum Curtis

## Description
C'est une plante très discrète (2 à 5 cm de haut), velue, dont les fleurs blanches comportent soit 4, soit 5 pétales bilobés.
Elle pousse dans les pelouses sur le littoral.

### Caractéristiques
Organes reproducteurs
- Couleur dominante des fleurs : blanc
- Période de floraison : mai-juillet
- Inflorescence : cyme bipare
- Sexualité : hermaphrodite
- Ordre de maturation : homogame
- Pollinisation : entomogame, autogame

Graine
- Fruit : capsule
- Dissémination : anémochore

Habitat et répartition
- Habitat type : tonsures annuelles basophiles, sabulicoles, mésohydriques, médioeuropéennes, centroeuropéennes, pré à subcontinentales
- Aire de répartition : atlantique

Données d'après : Julve, Ph., 1998 ff. - Baseflor. Index botanique, écologique et chorologique de la flore de France. Version : 23 avril 2004.